# 사요역
사요역(四要驛)은 지금의 강원특별자치도 철원군 철원읍에 위치했던 금강산선의 철도역이다.

## 연혁
금강산선 선로와 지방도 제464호선이 X자로 교차하는 지점에 위치해 있으며, 2016년 현재 역 터는 숲이 되어 있다.
- 1924년 11월 26일 : 사요리역(四要里驛)으로 영업 개시[2]
- 일자 불명[3] : 사요역으로 개칭
- 1950년 : 한국 전쟁으로 폐지

## 역 주변
북쪽 약 800m에 철원근대문화유적센터가, 남쪽 약 500m에 철원 노동당사가 있다.